# 有限会社コボルト私立探偵社
『有限会社コボルト私立探偵社』（ゆうげんがいしゃコボルトしりつたんていしゃ）は、龍牙翔による日本の漫画作品。『月刊ドラゴンマガジン』（富士見書房）にて連載の後、『ドラゴンエイジピュア』（同）へ移籍して掲載。単行本は全2巻。
タイトルに『探偵社』と書かれており、主な登場人物も探偵事務所所属ではあるが本編では推理要素はほぼ皆無のストーリーである。

## ストーリー
能力者であるため、人と距離を置くようになった唯。自分の能力に疑問を持っていた唯だったが、同じ能力者である環に探偵社に誘われ、探偵見習いとしての日々を過ごしていく。

## 登場人物

### 有限会社コボルト私立探偵社
所長の環をはじめ、全員が能力者である探偵事務所。
成瀬 唯（なるせ ゆい）
高校生で、探偵見習い。物体を浮遊させる能力を持つ。過去に自分の能力を周囲に見せびらかしていたのを怖がられ、それが元で周囲と距離を置くようになったが、環との出会いをきっかけに前向きになっていく。
桜庭 環（さくらば たまき）
探偵社の所長。通称『たま』。傷を治す、癒しの能力を持つ。実年齢は27歳だが、仕事のパートナーでかつ婚約者であった一真を失った過去の事件の時に体が幼児化してしまっている。唯を探偵社にスカウトした本人である。
茶山 徹（さやま とおる）
探偵社の所員で、一真の弟。21歳。破壊の能力の持ち主。遅刻や無断欠勤の多い不真面目なトラブルメーカー。死んだ兄・一真を尊敬している。
西舘 日向子（にしだて ひなこ）
探偵社の経理・事務担当。ネットや機械に精神を送る能力の持ち主。環とは学生時代の友人で、前職は普通のOLだったが環の勧誘で探偵社に転職した。
八木田 友徳（やぎた とものり）
探偵社の所員。通称『やぎさん』。探偵歴の長いベテランで、穏やかな初老の紳士。相手の記憶を操作する能力を持つ。
コボルト
環の愛犬。能力者を嗅ぎつける能力がある。犬種は不明だが、描写からグレート・ピレニーズと推測される。

### その他の人物
茶山一真（さやま かずま）
徹の兄。探偵で、環の仕事のパートナーかつ婚約者だったが、過去の事件で殉職。徹と同じく、破壊の能力を持っていた。
みーちゃん
唯の友人。本名は不明。眼鏡をかけたおとなしい少女で、「パンダ」という名の猫を飼っている。
詠ちゃん（えいちゃん）
唯の友人。本名は不明。ボーイッシュな印象で、空手部所属。
桃山（ももやま）
刑事。環とは前の事務所からの知人。

## 既刊一覧
1. 2007年5月9日初版 ISBN 978-4-04-712496-7
2. 2007年6月9日初版 ISBN 978-4-04-712499-8